# Cytheropteron tumulosimile
Cytheropteron tumulosimile is een mosselkreeftjessoort uit de familie van de Cytheruridae. De wetenschappelijke naam van de soort is voor het eerst geldig gepubliceerd in 1976 door Kontrovitz.